# Cyanotis minima
Cyanotis minima är en himmelsblomsväxtart som beskrevs av De Wild. Cyanotis minima ingår i släktet Cyanotis och familjen himmelsblomsväxter.
Artens utbredningsområde är Kongo-Kinshasa. Inga underarter finns listade.